# Comité des travaux historiques et scientifiques
Le Comité des travaux historiques et scientifiques (CTHS) est une institution française de recherche créée par François Guizot, ministre de l'Instruction publique, le 18 juillet 1834, dans le but de diriger les recherches et les publications de documents inédits. Ses missions concernent notamment le soutien à la recherche et le développement des activités des sociétés savantes.
Depuis 2005, le CTHS est rattaché à l’École nationale des chartes.

## Histoire
Le Comité des travaux historiques et scientifiques a connu depuis sa création plusieurs évolutions dans sa dénomination, dans son organisation comme dans les missions qui lui sont attribuées.

### Comité de l'histoire de France
François Guizot, ministre de l'Instruction publique, a pour préoccupation la « publication générale de tous les matériaux importants et encore inédits sur l’histoire de notre patrie » (rapport du 31 décembre 1833). Ainsi, il patronne la Société de l'histoire de France, créée en janvier 1834. Cette société se donne pour tâche de « populariser l'étude et le goût de [l]'histoire nationale dans une voie de saine critique et [par] l'emploi de documents originaux », destinés à la publication et à une diffusion auprès d'un large public.
Alors que la SHF est une entreprise privée, le comité créé par François Guizot est quant à lui une entreprise publique, dont le projet est exposé dans un rapport remis au roi, puis défendu par Guizot devant la Chambre des députés en décembre 1833. Un arrêté ministériel crée un Comité de l'histoire de France le 18 juillet 1834. Ce comité est composé de dix membres (Villemain, Daunou, Naudet, Mignet, Fauriel, Vitet, Fallot, Guérard, Champollion-Figeac et Desnoyers), également membres de la Société de l'histoire de France. Il est notamment chargé de la publication des Documents inédits de l'histoire de France, dont les premières parutions sont Les Négociations relatives à la succession d'Espagne de Mignet en 1835, une collection de Guizot sur les révolutions anglaises, une Histoire des ducs de Bourgogne de Barante et les Documents relatifs à l'histoire du Tiers État d'Augustin Thierry. Il est également chargé de rassembler les documents et les études envoyés par les correspondants départementaux nommés par enquête.
Le 10 janvier 1835, un second comité consacré aux sciences, arts, lettres et monuments, est institué. Lui-même se dédouble en détachant l'histoire des sciences et des lettres de l'histoire de l'art et des monuments. Puis, en 1837, les comités sont rattachés à l'Institut par Salvandy. En 1840, Victor Cousin rassemble quatre des comités en un seul, en conservant par ailleurs le comité pour les arts et monuments.
Un bureau des travaux historiques est créé par Hippolyte Royer-Collard au sein de la division des sciences et lettres du ministère pour gérer les comités.

### Comité des travaux historiques et scientifiques
Jules Ferry donne son nom actuel au comité le 5 mars 1881. Divisé en deux sections, la première d'histoire, d'archéologie et de philologie, la seconde des sciences, le Comité compte alors 90 membres et 200 correspondants. Une commission de publication est créée dans chacune des sections.
En 1883, il est divisé en cinq sections : histoire et philologie ; archéologie ; sciences économiques et sociales ; sciences mathématiques, physiques, chimie et météorologie ; sciences naturelles et sciences géographiques. En 1956, de nouveaux statuts et une nouvelle répartition des sections permet un réaménagement en archéologie, géographie, histoire moderne et contemporaine, philologie et histoire (jusqu’en 1715), sciences et sciences économiques et sociales. De nouveaux statuts et de nouvelles sections s'ajoutent aux sections existantes en 1983 : une section d'histoire des sciences et des techniques, une commission de protohistoire et de préhistoire et commission d’anthropologie et d’ethnologie françaises.

## Missions et organisation
Les sections se réunissent de quatre à six fois par an. Les membres titulaires français et étrangers participent de droit aux réunions des sections avec voix délibérative. Les membres émérites, les membres correspondants et des personnalités extérieures peuvent être invités à assister aux séances avec voix consultative.
Les statuts sont définis par l'arrêté du 2 novembre 2023 du ministère de l'Enseignement supérieur et de la Recherche . Cet institut, rattaché à l'Ecole nationale des chartes, s'inscrit dans la continuité du comité des travaux historiques et scientifiques créé en 1834.

### Missions
D'après l'article 2 de son statut le CTHS est chargé :
- de concourir aux recherches et aux publications portant sur les sciences de l'homme et de la société, sur les sciences de la nature et de la vie et concernant plus particulièrement la France et ses régions ;
- de contribuer à la diffusion et à la valorisation des connaissances historiques et scientifiques sur le territoire national, en Europe et dans le monde francophone ;
- d'assurer, en matière de publications, l'édition de textes, de répertoires, d'orientations de recherche, de bases de données et d'instruments de travail ;
- d'organiser annuellement le Congrès national des sociétés historiques et scientifiques ;
- de favoriser le développement des activités des sociétés savantes et de leurs fédérations et de coordonner leurs recherches régionales et locales de nature historique et scientifique ;
- de développer les échanges entre recherche publique et recherche associative, entre enseignants, chercheurs et étudiants.

### Organisation
Le comité est organisé en neuf sections :
- Préhistoire et de protohistoire ;
- Histoire et d’archéologie des civilisations antiques ;
- Histoire et de philologie des civilisations médiévales ;
- Archéologie et d’histoire de l’art des civilisations médiévales et modernes ;
- Histoire du monde moderne, de la Révolution française et des révolutions ;
- Histoire contemporaine et du temps présent ;
- Anthropologie sociale, d’ethnologie et des langues régionales ;
- Sciences, d'histoire des sciences et des techniques et de l’archéologie industrielle;
- Sciences géographiques et de l'environnement.

## Activités scientifiques

### Édition
Le CTHS publie depuis 1834 des ouvrages de recherche et de vulgarisation scientifiques, des guides méthodologiques ou encore des sources,.
Bulletin archéologique du Comité des travaux historiques et scientifiques de 1883 à 1946 sur Gallica

### Congrès
Chaque année ou presque, depuis 1861 (congrès de Paris), le congrès des sociétés historiques et scientifiques se réunit dans une ville universitaire francophone. Interdisciplinaire, il a pour mission de favoriser les échanges entre la recherche associative, les études doctorales et la recherche universitaire.
Il rassemble plus de 700 participants et entend plus de 400 communications. Les actes sont publiés par les éditions du CTHS.

### Sociétés savantes
Le Comité facilite les échanges entre sociétés savantes à travers son registre, annuaire de sociétés savantes de France, et l'organisation de journées d'études qui ont pour ambition d'apporter des réponses à leurs préoccupations tant scientifiques qu'administratives.
Il gère un site et a mis en place un forum numérique des sociétés savantes afin de favoriser les échanges d'expériences. Il a également créé une fondation en décembre 1977, abritée par l'Académie des sciences morales et politiques, afin de distribuer des prix financiers soutenant des projets portés par des sociétés savantes, en lien avec l'École des chartes et l'Académie des sciences morales et politiques,. Cette fondation entend fonctionner grâce au mécénat.
Enfin, le Comité souhaite associer les érudits locaux à des projets scientifiques portés par différentes institutions (CNRS, universités, grandes écoles, etc.) grâce à la science collaborative.

## Organisation du comité

### Vice-présidents puis présidents
Jusqu'à la réforme de 2005, le président est le ministre de l'Instruction publique puis de l'Education nationale. Le dirigeant réel de l'institution porte donc le titre de vice-président
- Charles Samaran (1960-1982)
- Joseph Goy (1983-)
- Léon Pressouyre (1991-1994)
- Jean-René Gaborit
- Bruno Delmas (1997-2000)
- Bernard Vandermeersch (2000-)
- Michel Sot (2007-2010)
- Claude Mordant (2010-2014)
- Dominique Poulot (2014-2016)
- Maurice Hamon (2016-2019)
- Bruno Laurioux (2019-2022)
- Philippe Bourdin (2022-2023)
- Roger Nougaret (2023-2024)
- Pierre Zembri (2024-...)

### Délégués généraux
- Martine François (2005-2009) ;
- Catherine Gros (2009-2013)[14] ;
- Michèle Absalon (2013-2017) ;
- Christophe Marion (2017-2022)[15] ;
- Nicolas Buat[16] (2023) ;
- Agnès Bos[17] (2024-...)